# Заволећу, заволећу
Заволећу, заволећу је трећа сингл-плоче певачице Снежане Ђуришић. Објављена је 1972. године за Београд диск.

## Песме
| Страна | Песма               | Аутори                                         |
| ------ | ------------------- | ---------------------------------------------- |
| А      | Заволећу, заволећу  | Петар Танасијевић (м), Миодраг Милутиновић (т) |
| Б      | Све се цуре удадоше | Петар Танасијевић (м), Миодраг Милутиновић (т) |